# خاوده‌راک
خاوده‌راک (به هلندی: Gouderak) یک منطقهٔ مسکونی در هلند است که در کریمپنروارد واقع شده‌است. خاوده‌راک c نفر جمعیت دارد.